# 张鳌
张鳌（1943年—），满族，中华人民共和国政治人物、第十一届全国政协委员。
担任上海市政府参事。2008年，当选第十一届全国政协委员，代表中国科学技术协会，分入第二十三组。